# هجوم على موكب ملكة هولندا 2009
حدث في 30 أبريل 2009 هجوم على موكب ملكة هولندا في مدينة آبلدورن، خيلدرلند، هولندا.
قُتل خمسة أشخاص وأُصيب إثنا عشر آخرين بجروح بعد أن صدمتهم سيارة مسرعة جداً كانت تمر بمحاذاة باص يقل العائلة المالكة في هولندا أثناء الاحتفال بعيد الملكة الأم يوليانا قبل أن تصطدم السيارة بنصب للملكة وتتحطم واجهتها. وقالت الشرطة الهولندية إن سائق السيارة نوع سوزوكي رياضية هو هولندي الجنسية واسمه كارتس. ت. من مدنة هاوزن شمالاً ويبلغ من العمر 38 عاماً ولم يكن معروفاً لدى الشرطة كعنصر خطر أو لديه أية سوابق أو له علاقة بأية جماعة إرهابية ولم يكن مختلاً عقلياً.

## وصلات خارجية
- (إيلاف):هجوم على موكب ملكة هولندا في يوم احتفال وطني
- (قناة الجزيرة):محاولة فاشلة لسائق هولندي للاصطدام بموكب الملكة بياتريس